# Aphodius punctatosulcatus
Aphodius punctatosulcatus là một loài bọ cánh cứng trong họ Bọ hung (Scarabaeidae).